# Juan Portillo
Juan Carlos Portillo (Puerto Rico, 18 maggio 2000) è un calciatore argentino, difensore del River Plate.

## Caratteristiche tecniche
È un difensore centrale.

## Carriera
Cresciuto nel settore giovanile del Crucero (M), debutta in prima squadra il 2 dicembre 2018 in occasione dell'incontro del Torneo Federal A vinto 2-0 contro l'Altos Hornos Zapla; nel 2020 viene acquistato dall'Unión (SF).

## Statistiche

### Presenze e reti nei club
Statistiche aggiornate al 27 maggio 2025.
| Stagione          | Squadra           | Campionato        | Campionato | Campionato | Coppe nazionali | Coppe nazionali | Coppe nazionali | Coppe continentali | Coppe continentali | Coppe continentali | Altre coppe | Altre coppe | Altre coppe | Totale | Totale |
| Stagione          | Squadra           | Comp              | Pres       | Reti       | Comp            | Pres            | Reti            | Comp               | Pres               | Reti               | Comp        | Pres        | Reti        | Pres   | Reti   |
| ----------------- | ----------------- | ----------------- | ---------- | ---------- | --------------- | --------------- | --------------- | ------------------ | ------------------ | ------------------ | ----------- | ----------- | ----------- | ------ | ------ |
| 2018-2019         | Crucero (M)       | TFA               | 7          | 0          | CA              | 0               | 0               | -                  | -                  | -                  | -           | -           | -           | 7      | 0      |
| 2019-ott. 2020    | Crucero (M)       | TFA               | 7          | 0          | CA              | 3               | 1               | -                  | -                  | -                  | -           | -           | -           | 10     | 1      |
| Totale Crucero    | Totale Crucero    | Totale Crucero    | 14         | 0          |                 | 3               | 1               |                    | -                  | -                  |             | -           | -           | 17     | 1      |
| ott.-dic. 2020    | Unión (SF)        | PD                | 0          | 0          | CA+CdL          | 0+3             | 0               | CS                 | 0                  | 0                  | -           | -           | -           | 3      | 0      |
| 2021              | Unión (SF)        | PD                | 17         | 0          | CA+CdL          | 0+13            | 0               | -                  | -                  | -                  | -           | -           | -           | 30     | 0      |
| 2022              | Unión (SF)        | PD                | 23         | 0          | CA+CdL          | 1+13            | 0               | CS                 | 8                  | 0                  | -           | -           | -           | 45     | 0      |
| Totale Unión (SF) | Totale Unión (SF) | Totale Unión (SF) | 40         | 0          |                 | 30              | 0               |                    | 8                  | 0                  |             | -           | -           | 78     | 0      |
| 2023              | Talleres (C)      | PD                | 19         | 1          | CA+CdL          | 4+12            | 0               | -                  | -                  | -                  | -           | -           | -           | 35     | 1      |
| 2024              | Talleres (C)      | PD                | 22         | 0          | CA+CdL          | 3+11            | 0               | CL                 | 6                  | 0                  | -           | -           | -           | 42     | 0      |
| gen.-lug. 2025    | Talleres (C)      | PD                | 13         | 0          | CA              | 1               | 0               | CL                 | 4                  | 0                  | SI          | 1           | 0           | 15     | 0      |
| Totale Talleres   | Totale Talleres   | Totale Talleres   | 54         | 1          |                 | 31              | 0               |                    | 10                 | 0                  |             | 1           | 0           | 96     | 1      |
| lug.-dic. 2025    | River Plate       | PD                | 1          | 0          | CA              | 0               | 0               | CL                 | 0                  | 0                  | -           | -           | -           | 1      | 0      |
| Totale carriera   | Totale carriera   | Totale carriera   | 109        | 1          |                 | 64              | 1               |                    | 18                 | 0                  |             | 1           | 0           | 192    | 2      |

## Palmarès

### Club

#### Competizioni nazionali
- Supercopa Internacional: 1

Talleres: 2023